# Faragótanya
Faragótanya, más néven Telekytanya vagy Hodály (románul: Hodaia) falu Romániában, Maros megyében.

## Története
Faragó község része. A trianoni békeszerződésig Kolozs vármegye Tekei járásához tartozott. A falunak 1977-ben 34 román lakosa volt. 1977 után a település elnéptelenedett.